# Ion Ciontoloi
Ion Ciontoloi (n. 7 iulie 1958, Ermoclia) este un politician moldovean, fost deputat în Parlamentul Republicii Moldova în Legislatura 2005-2009 pe listele Blocului electoral Moldova Democrată.
În iulie 2010, Ion Ciontoloi a devenit membru al Partidului Liberal Democrat din Moldova.